# 루리웹
루리웹(Ruliweb)은 비디오 게임을 주로 다루는 대한민국의 인터넷 커뮤니티다. 주로 콘솔 게임기 및 휴대용 게임기용 게임을 다루며, 이용자의 요청이 있는 게임마다 독립적인 사용자 공략 게시판을 제공한다. 

## 설립
2000년 1월 12일에 시작하였으며, 2002년 11월에 인티즌에 영입되었다. 2004년 9월에 드림위즈가 인티즌의 인터넷 관련 서비스를 인수하면서, ‘DVD프라임’, ‘매니안’등과 함께 드림위즈로 넘어갔다. 2006년 12월에는 엠파스로 이전하였으며, 2009년 2월에는 네이트가 엠파스를 인수하면서 네이트로 이전됐다. 2011년 3월에 또 한 차례 인수를 거쳐 다음에서 서비스 되다가 2016년 7월 1일 독립했다. 현재 사용자와 게시물 면에서 대한민국 최대의 비디오 게임 공동체로 여겨지고 있다.
메인 화면에는 루리웹 운영진이 제공하는 게임 관련 뉴스, 사용자들이 다른 사이트에서 전제/인용하는 뉴스, 운영진이 제공하는 읽을 거리가 제공되며, 각 플랫폼별 분류에는 해당 플랫폼에 속한 게임들의 공략 게시판이 연결되어 있다. 또한 질문과 답변, 잡담 게시판, 게임 관련 사진을 올릴 수 있는 게시판이 있으며, 사용자들끼리 물건을 거래할 수 있는 장터 게시판이 있다. 또한 종합 정보 커뮤니티에서는 댓글로 스포츠 중계가 되기도 한다.

## 이름 유래
루리웹이란 이름의 유래는 사이트의 주장에 따르면 다음과 같다. 1994년 하이텔에서 계정을 만들기 위해 ID명을 ONNURI(온누리)로 하려다가 오타로 ONRULI(온루리)로 만든 것이 시초가 되었다 그 후 ID를 다시 바꿀 수 있는 기회가 생겨 RULI로 바꾸고 WEB을 붙인 것이 현재의 사이트 이름이 되었다.

## 기타 서비스

### 루리위키
루리웹의 관리자 스마일이 2016년 11월 22일 오픈한 위키. 현재 베타 테스트 중이나 루리위키에 대한 인지도는 많이 떨어진다.

## 사건 사고

### 더불어민주당원 댓글 조작 사건
친노 친문 파워블로거인 필명 '드루킹'이 19대 대통령 선거 기간 동안 루리웹에서 엄청난 양의 문재인 홍보글, 타 후보 비방글, 추천수 및 댓글 조작 등으로 대규모 친문재인 여론조작을 했다는 혐의로 중앙선관위의 조사를 받았다는 사실이 드러나, 대선 기간 조직적인 여론조작에 대한 의혹이 제기되었다.

### 19대 대선 문재인후보 암살예고 사건
19대 대선을 앞두고 루리웹의 정치유머 게시판, 사회정치게시판을 이용하는 친문 성향의 네임드 유저(더★스노우)가 디시인사이드 주식 갤러리에 문재인을 암살하겠다는 예고글을 올리며 자작극을 벌인 사건이다.

### 100km 걷기 내기 사건
유머 게시판의 한 유저가 댓글의 단것으로 시작되는데 이때 다른 유저가 100km를 걸으면 20만원을 준다는 조건으로 내기를 한 사건이다.

### Apple Pay 1차 루머
루리웹 정치유머게시판에서 활동하는 ‘냠냠12’가 뽐뿌에서는 ‘남양주평남’이라는 닉네임으로 뽐뿌내 이재명 지지자들에게 공격성 발언을 하며 비하하다가 “현대카드가 9월에 Apple Pay를 도입한다.”는 루머성 게시글을 작성했으나 전솔한 과거행적과 ‘유명한 리셀러 F’를 언급하였기에 신빙성을 의심하는 이용자들이 생겼고 VAN사 직원으로 추정되는 이용자가 “아직 협의만 되고있으며 출시되는게 아니다. 뜬구름 잡지 말라.”고 댓글을 작성하자 루머와 관련된 게시글과 계정을 삭제한 사건이다.

## 성향
루리웹의 주요 컨텐츠는 게임과 애니메이션, 만화, 프라모델이다. 일본 미디어물의 열렬한 신자들이지만, 친일과 반일이 섞인 양극단의 모순적인 모습이 있다. 정치성향은 더불어민주당과 진보정당을 지지하는 성향이 강하며, 대형커뮤니티 답게 고소고발과 사건사고가 끊이지를 않는다. 주로 사고가 많이 터지는 곳이 북유게라고 불리는 정치성향게시판과 게임정보를 담은 유저정보게시판이 진흙탕을 달린다. 실제 이쪽 게시판이 싸움이 많기 때문에 비방성댓글을 읽어보는 걸 권유하지는 않는다.